# Uleling'ombe
Uleling'ombe è una circoscrizione rurale (rural ward) della Tanzania situata nel distretto di Kilosa, regione di Morogoro. Conta una popolazione di 4 095 abitanti (censimento 2012).